# Paranoid Park
Paranoid Park – amerykańsko-francuski dramat filmowy z 2007 roku; powstał na podstawie powieści Blake'a Nelsona.

## Główne role
- Gabe Nevins – Alex
- Daniel Liu – detektyw Richard Lu
- Taylor Momsen – Jennifer
- Jake Miller – Jared
- Lauren McKinney – Macy
- Winfield Jackson – Christian
- Joe Schweitzer – Paul